# Alex Watson (Moderner Fünfkämpfer)
Alex Watson (* 24. Oktober 1957 in Mosman) ist ein ehemaliger australischer Sportler, der im Modernen Fünfkampf aktiv war.
Er nahm 1984 an den Olympischen Spielen teil. In Los Angeles erreichte er den 15. Platz im Einzel und den 14. Platz mit der Mannschaft. Vier Jahre später belegte er bei den Olympischen Spielen in Seoul den 61. Platz. Allerdings wurde er bei der Dopingkontrolle positiv auf Koffein getestet und disqualifiziert. 1992 nahm Watson an seinen dritten Olympischen Spielen teil. In Barcelona belegte er den 63. Platz im Einzel und Platz 16 mit der australischen Mannschaft.